# Special Olympics Malta

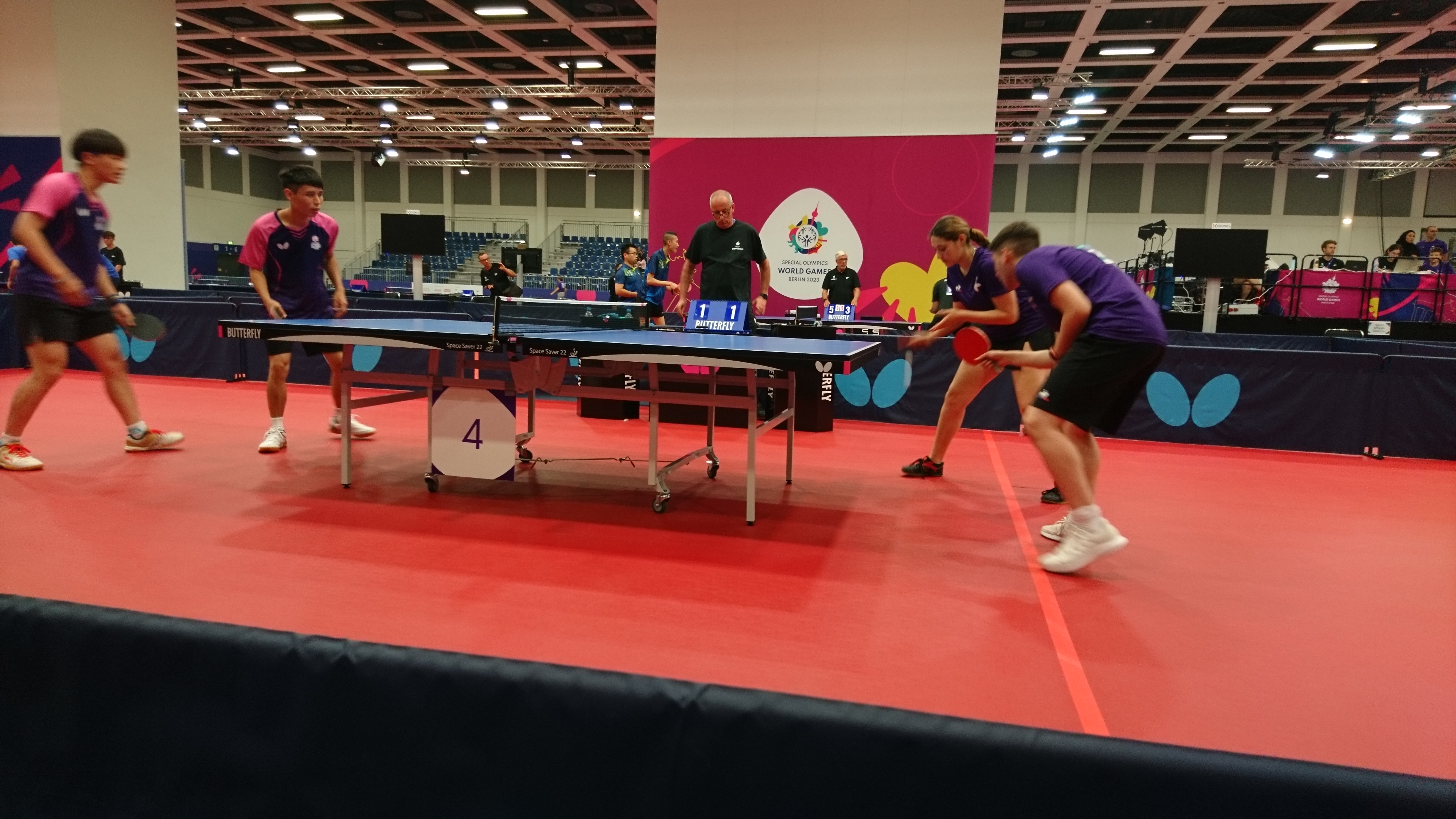
2023 Special Olympics World Summer Games gemischtes Tischtennisdoppel Special Olympics Macau und Special Olympics Malta.jpg

Special Olympics Malta (englisch: Special Olympics Malta) ist der maltesische Verband von Special Olympics International. Sein Ziel ist die Förderung von Sport für Menschen mit geistiger Beeinträchtigung und die Sensibilisierung der Gesellschaft für diese Mitmenschen. Außerdem betreut er die maltesischen Athletinnen und Athleten bei den Special Olympics Wettkämpfen.

## Geschichte
Special Olympics Malta wurde 2000 mit Sitz in Tal-Qroqq, Malta, gegründet.

## Aktivitäten
2022 waren 2.679 Athletinnen, Athleten und Unified Partner sowie 85 Trainer bei Special Olympics Malta registriert.
Der Verband nahm 2022 an den Programmen Law Enforcement Torch Run (LETR), Athlete Leadership, Young Athletes,  Family Support Network, Motor Activities Training Program (MATP), Healthy Communities, Unified Schools, Unified Champion Schools und Unified Sports teil, die von Special Olympics International ins Leben gerufen worden waren.

### Sportarten
Folgende Sportarten wurden 2022 vom Verband angeboten:
- Boccia (Special Olympics)
- Bowling (Special Olympics)
- Floorball
- Freiwasserschwimmen
- FUNdamentals
- Fußball (Special Olympics)
- Golf (Special Olympics)
- Hockey
- Leichtathletik (Special Olympics)
- Radsport (Special Olympics)
- Segeln (Special Olympics)
- Schwimmen (Special Olympics)
- Tanzen (Special Olympics)
- Turnen (Special Olympics)
- Tischtennis (Special Olympics)
- Triathlon (Special Olympics)

### Teilnahme an Weltspielen vor 2020
(Quelle: )
• 2007 Special Olympics World Summer Games, Shanghai, China (19 Athletinnen und Athleten)
• 2011 Special Olympics World Summer Games, Athen (38 Athletinnen und Athleten)
• 2015 Special Olympics World Summer Games, Los Angeles, USA (22 Athletinnen und Athleten)
• 2019 Special Olympics, World Summer Games, Abu Dhabi (28 Athletinnen und Athleten)

### Teilnahme an den Special Olympics World Summer Games 2023 in Berlin
Special Olympics Malta nahm an den Special Olympics World Summer Games 2023 teil. Die Delegation wurde vor den Spielen im Rahmen des Host Town Programms von Gera betreut und bestand aus 58 Personen. Das Team gewann bei diesen Weltspielen 16 Gold-, 11 Silber- und 5 Bronzemedaillen.